# Мейснер, Август Готтлиб
Август Готтлиб Мейснер (3 ноября 1753, Будишин — 18 февраля 1807, Фульда) — немецкий писатель-беллетрист и представитель эпохи Просвещения, один из первых писателей в жанре криминального романа.

## Биография
Август Готтлиб Мейснер родился 3 ноября 1753 года в Будишине в семье квартирмейстера. С 1764 по 1772 год учился в школе в Лёбау, которую окончил 18 сентября 1772 года. Затем изучал право в университете Виттенберга и перешёл в 1774 году в Лейпцигский университет, который окончил в 1776 году. Писать начал ещё во время учёбы. Был масоном. После совершения им в 1785 году путешествия по Австрии получил 26 ноября 1785 года место профессора эстетики и классической литературы в Пражском университете. Был сторонником распространения немецкого языка, в Праге состоял редактором журнала «Аполлон» и переводил произведения французской и классической литературы на немецком языке. В 1805 году переехал в Фульду, где стал директором гимназии, но умер спустя два года.
Его драмы, написанные в подражание французским, не имели успеха, хотя некоторые из них оценивались достаточно высоко (например, «Sophonisbe», «Johann von Schwaben»). В своих исторических романах — «Aicibiades» ((1781—1788)), «Bianca Capello» (1785), «Epaminondas» — подражал Виланду; согласно ЭСБЕ, «анахронизмы часто мешают впечатлению». Полное собрание сочинений Мейстера вышло в Вене в 1811—12 годах в 36 томах. Был одним из первых авторов криминальных романов, при этом всегда старался познакомить читателя с прошлым и мотивами героя-преступника. Его произведения на данную тематику выпускались под общим заголовком «Skizzen» в 1778—1796 годах и составили 14 томов.

## Публикации на русском языке
- Карл Винек, или Угнетенная невинность — М., 1789.
- Бианка Капелло — М., 1793.
- Алкивиад — СПб., 1794-1802.
  - Часть IV
- Бианка Капелло — СПб., 1801.
  - Часть I
  - Часть II
- Избранные повести и басни Мейснеровы — Владимир, 1800-1807.
  - Книжка IX